# Переименование регистров
Переименование регистров (англ. register renaming) — метод ослабления взаимозависимостей команд, применяемый в процессорах с внеочередным исполнением команд. Один из методов, применяемых в вычислительных конвейерах для реализации параллелизма на уровне команд.
В том случае, если в соответствии с двумя или более командами необходимо осуществить запись данных в один регистр, их корректное внеочередное исполнение становится невозможным (более поздняя команда не может быть обработана до завершения более ранней) даже в том случае, если при этом нет зависимости по данным. Такие взаимозависимости часто называют ложными  (в случае истинной зависимости существует зависимость и по данным).
Так как количество архитектурных регистров обычно ограничено (например, стандартно архитектура x86 предусматривает только восемь регистров общего назначения), вероятность возникновения ложных взаимозависимостей достаточно велика, что может привести к снижению производительности процессора.
Переименование регистров представляет собой преобразование программных ссылок на архитектурные регистры в ссылки на физические регистры и позволяет ослабить влияние ложных взаимозависимостей за счёт использования большого количества физических регистров вместо ограниченного количества архитектурных (так, например, x86-совместимые процессоры архитектуры Intel P6 содержат 40 физических регистров). При этом процессор отслеживает, состояние каких физических регистров соответствует состоянию архитектурных, а выдача результатов осуществляется в порядке, который предусмотрен программой.
Метод использовался в IBM System/360 Model 91 (1964), POWER1 (1990), MIPS R10000 и более поздних процессорах.